# Glossosoma develi
Glossosoma develi är en nattsländeart som beskrevs av Malicky 1972. Glossosoma develi ingår i släktet Glossosoma och familjen stenhusnattsländor. Inga underarter finns listade i Catalogue of Life.